# Campeonato Mundial de Esqui Estilo Livre de 2021 - Big air feminino
A prova do big air feminino do Campeonato Mundial de Esqui Estilo Livre de 2021 foi realizada nos dias 15 e 16 de março na cidade de Aspen nos Estados Unidos. 

## Medalhistas
| Ouro               | Prata          | Bronze          |
| Anastasia Tatalina | Lana Prusakova | Gu Ailing (CHN) |

## Resultados

### Qualificação
Um total de 25 esquiadores participaram da competição.  As 8 melhores avançaram para a final. 
| Colocação | Bib | Ordem de descida | Nome               | Nacionalidade            | Descida 1 | Descida 2 | Melhor | Notas |
| --------- | --- | ---------------- | ------------------ | ------------------------ | --------- | --------- | ------ | ----- |
| 1         | 2   | 10               | Tess Ledeux        | França                   | 95.00     | 28.75     | 95.00  | Q     |
| 2         | 8   | 6                | Silvia Bertagna    | Itália                   | 83.50     | 94.00     | 94.00  | Q     |
| 3         | 12  | 18               | Anastasia Tatalina | Federação Russa de Esqui | 93.25     | 24.75     | 93.25  | Q     |
| 4         | 4   | 9                | Megan Oldham       | Canadá                   | 92.00     | 24.75     | 92.00  | Q     |
| 5         | 3   | 1                | Sarah Höfflin      | Suíça                    | 90.00     | DNS       | 90.00  | Q     |
| 6         | 6   | 5                | Gu Ailing          | China                    | 69.50     | 88.50     | 88.50  | Q     |
| 7         | 10  | 2                | Sandra Eie         | Noruega                  | 80.75     | 87.25     | 87.25  | Q     |
| 8         | 21  | 17               | Lana Prusakova     | Federação Russa de Esqui | 81.75     | 14.00     | 81.75  | Q     |
| 9         | 16  | 13               | Maggie Voisin      | Estados Unidos           | 61.25     | 80.00     | 80.00  |       |
| 10        | 18  | 11               | Laura Wallner      | Áustria                  | 59.25     | 78.75     | 78.75  |       |
| 11        | 17  | 23               | Kirsty Muir        | Reino Unido              | 74.50     | 26.00     | 74.50  |       |
| 12        | 22  | 21               | Anni Kärävä        | Finlândia                | 59.75     | 72.50     | 72.50  |       |
| 13        | 26  | 12               | Dominique Ohaco    | Chile                    | 71.75     | 65.50     | 71.75  |       |
| 14        | 7   | 8                | Isabel Atkin       | Reino Unido              | 65.50     | 71.00     | 71.00  |       |
| 15        | 24  | 25               | Kokone Kondo       | Japão                    | 42.00     | 67.25     | 67.25  |       |
| 16        | 13  | 26               | Katie Summerhayes  | Reino Unido              | 61.75     | 65.75     | 65.75  |       |
| 17        | 9   | 7                | Marin Hamill       | Estados Unidos           | 63.25     | 62.25     | 63.25  |       |
| 18        | 25  | 16               | Abi Harrigan       | Austrália                | 62.25     | 46.00     | 62.25  |       |
| 19        | 5   | 3                | Margaux Hackett    | Nova Zelândia            | 34.25     | 62.00     | 62.00  |       |
| 20        | 19  | 15               | Darian Stevens     | Estados Unidos           | 60.25     | 57.75     | 60.25  |       |
| 21        | 20  | 14               | Aliah Eichinger    | Alemanha                 | 45.50     | 54.75     | 54.75  |       |
| 22        | 23  | 22               | Mia Rennie         | Austrália                | 48.75     | 35.25     | 48.75  |       |
| 23        | 11  | 19               | Lara Wolf          | Áustria                  | 37.75     | 24.00     | 37.75  |       |
| 24        | 1   | 4                | Mathilde Gremaud   | Suíça                    | 26.50     | 28.25     | 28.25  |       |
| 25        | 14  | 24               | Rell Harwood       | Estados Unidos           | 24.50     | 24.75     | 24.75  |       |
| 26        | 15  | 20               | Olivia Asselin     | Canadá                   | DNS       | DNS       | DNS    | DNS   |

### Final
A final foi iniciada no dia 16 de março às 10h00. 
| Colocação         | Bib | Ordem de descida | Nome               | Nacionalidade            | Descida 1 | Descida 2 | Descida 3 | Melhor |
| ----------------- | --- | ---------------- | ------------------ | ------------------------ | --------- | --------- | --------- | ------ |
| Medalha de ouro   | 12  | 6                | Anastasia Tatalina | Federação Russa de Esqui | 93.00     | 91.50     | 30.25     | 184.50 |
| Medalha de prata  | 21  | 1                | Lana Prusakova     | Federação Russa de Esqui | 75.50     | 23.75     | 90.00     | 165.50 |
| Medalha de bronze | 6   | 3                | Gu Ailing          | China                    | 25.00     | 87.25     | 74.25     | 161.50 |
| 4                 | 4   | 5                | Megan Oldham       | Canadá                   | 66.50     | 92.25     | 20.25     | 158.75 |
| 5                 | 10  | 2                | Sandra Eie         | Noruega                  | 86.00     | 68.25     | 68.00     | 154.25 |
| 6                 | 2   | 8                | Tess Ledeux        | França                   | 24.25     | 92.75     | 21.00     | 113.75 |
| 7                 | 8   | 7                | Silvia Bertagna    | Itália                   | 28.25     | 47.50     | 77.75     | 125.25 |
| 8                 | 3   | 4                | Sarah Höfflin      | Suíça                    | 23.00     | 27.75     | 51.50     | 79.25  |

Legenda
| Recorde mundial       | Recorde mundial (World record)               |                       | Recorde africano                      | Recorde africano (African) |                                           | Q | Classificado por posição (Qualified) |
| Recorde do campeonato | Recorde do campeonato (Championship record)  | Recorde da América    | Recorde da América (Americas)         | q                          | Classificado por melhor tempo (Qualified) |   |                                      |
| Melhor marca do ano   | Melhor marca do ano (World leading)          | Recorde asiático      | Recorde asiático (Asian)              | DNS                        | Não largou (Did not start)                |   |                                      |
| Recorde nacional      | Recorde nacional (National record)           | Recorde europeu       | Recorde europeu (European)            | DNF                        | Não terminou (Did not finish)             |   |                                      |
| Recorde pessoal       | Recorde pessoal do atleta (Personal best)    | Recorde da Oceania    | Recorde da Oceania (Oceania)          | DSQ / DQ                   | Desclassificado (Disqualified)            |   |                                      |
| Recorde da temporada  | Recorde da temporada do atleta (Season best) | Recorde sul-americano | Recorde sul-americano (South America) | NM                         | Sem marca (No mark)                       |   |                                      |